# Vara de Jacob

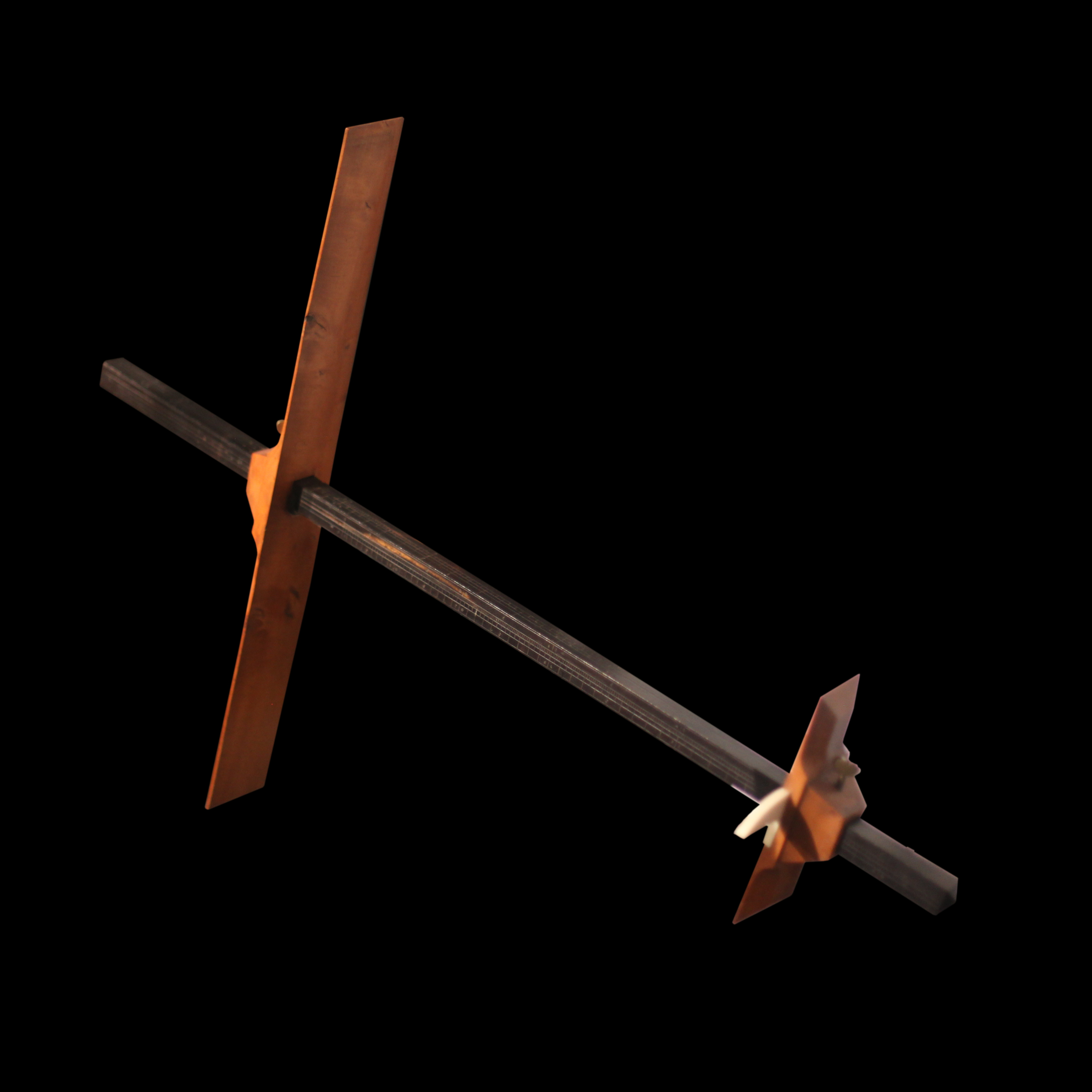
Vara de Jacob de 1776, Musée national de la Marine, París.

Medida de la altura de una estrella con una vara de Jacob

La vara de Jacob, conocida también por diversos autores como ballestilla, báculo de Jacob, palo de Jacob, cruz geométrica o varilla de oro, es un sencillo instrumento de medida, compuesto por una vara cruzada por otra de menor longitud en su parte superior. Su empleo permite medir alturas como si de un goniómetro se tratase. Se emplea también en astronomía para medir las posiciones de los astros. Su uso es conocido en Europa desde el siglo XIII gracias a Levi ben Gerson (1288-1344). Hoy en día el significado de este instrumento ha cambiado, y se denomina así a una vara clavada en el suelo que proporciona soporte a una cámara (o cualquier instrumento geodésico de poca precisión) de forma similar a la función que haría un trípode.

## Historia
El origen del nombre de este instrumento de medida no es conocido con certeza. Algunos investigadores se refieren al patriarca bíblico Jacob a la hora de asignar un nombre. Específicamente aparece en el Génesis 32:10. La asociación puede provenir de su semejanza con la constelación de Orión, que aparece referida con el nombre latino de Jacob en algunas cartas estelares medievales. El nombre finalmente asignado de cruz de Jacobo proviene simplemente de la forma cruciforme de este instrumento.
El instrumento, en su disposición original, fue concebido como un simple palo en el siglo XIII capaz de proporcionar medidas muy simples de altura, haciendo las veces de instrumento astronómico medieval y de instrumento de apoyo para los caminantes. Se dice que fue ideado por primera vez por el matemático judío Levi ben Gerson, de Provenza (región de Occitania, Francia). Sin embargo su invención y construcción final se asigna también a Jacob ben Makir (Profatius Judeus), que vivió en Provenza en el mismo período que Gerson. Existen atribuciones igualmente sobre su invención al matemático y astrónomo alemán del siglo XV Georg Purbach aunque puede ser menos correcto, debido a que Purbach nació en el año 1423, cuando el instrumento ya se empleaba. Puede que las atribuciones se refieran a un instrumento diferente con el mismo nombre.
Durante el periodo del Renacimiento, el matemático y astrónomo holandés Metius (Adriaan Adriaanszoon) se sabe que empleó este instrumento en sus medidas de posición y goniométricas. De la misma forma el matemático alemán Gemma Frisius se sabe que hizo mejoras en el diseño de las escalas que hay en el instrumento. La mejora y aparición de otros instrumentos hizo que la vara de Jacob se dejara de emplear finalmente a comienzos del siglo XVIII.

## Características

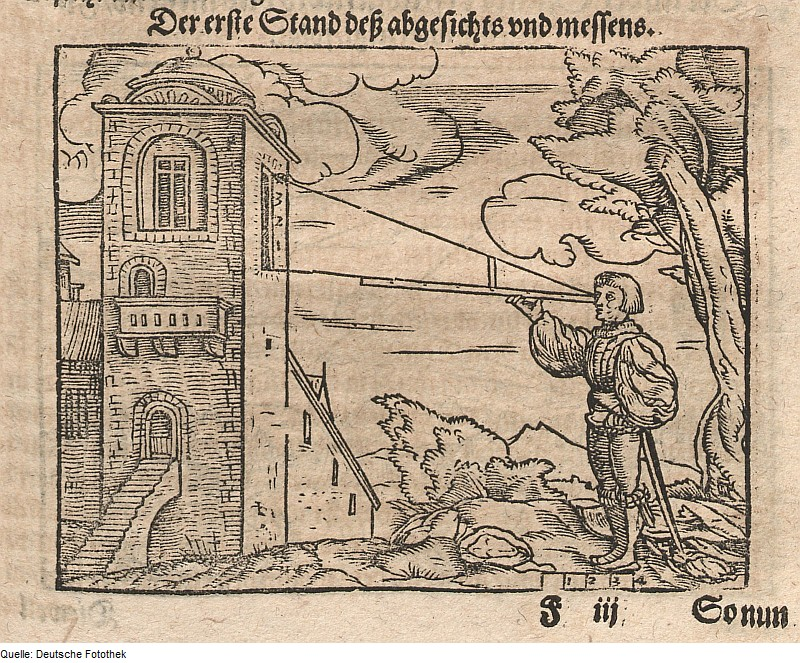
Uso de una vara de Jacob, según un grabado de 1536.

En navegación la cruz de jacob se empleaba para determinar la latitud. Era posible tener una precisión de grados de longitud con este aparato. La cruz se compone de dos listones: uno longitudinal de un metro de largo, y otro listón transversal (BC en la ilustración). El empleo es muy sencillo: desde el extremo del listón largo, se pone un punto de mira sobre la escala graduada del listón transversal, proporcionando la lectura apropiada. El instrumento emplea la noción trigonométrica de la tangente para determinar el valor de los ángulos.

## Forma de uso para medir el ángulo de apartamiento respecto a la horizontal
El observador coloca un extremo de la vara principal contra su mejilla, justo debajo del ojo. Alinea luego con el horizonte el extremo inferior de la barra transversal, desplazándola hasta que su extremo superior se alinea con el objeto cuya altura sobre el horizonte se quiere medir. Debe cumplirse que sin variar la posición del instrumento se obtengan alineaciones simultáneas al horizonte y al objeto. El ángulo que subtiende el objeto respecto de la línea al horizonte se obtiene de la distancia de la vara transversal a la mejilla mediante una escala apropiadamente calibrada.

## Aplicaciones

### Astronomía y orientación
En astronomía, el instrumento se empleó para determinar las alturas de los astros sobre el horizonte. En algunos casos específicos se solía medir la altura de la estrella polar sobre el horizonte (que equivale aproximadamente a la latitud del lugar de donde se observa), y en algunos casos de la altura del Sol sobre el horizonte (que mediante consulta en tablas específicas puede dar la hora). A veces cuando se empleaba en observaciones astronómicas el instrumento denominaba radius astronomicus.

### Navegación
El empleo original del instrumento no fue en navegación marítima. Las mejoras introducidas en sucesivas investigaciones realizadas sobre el instrumento dieron como resultado el uso en el mar. Por ejemplo, John Dee lo introdujo en Inglaterra aproximadamente en el año 1550. En las versiones mejoradas la barra transversal tiene graduación directamente en grados sexagesimales. Esta variante del instrumento no se denominó vara de Jacobo sino cruz de Jacobo.

### Geología
En geología se usa una variación con soporte del instrumento para medir el espesor real de los estratos geológicos.
La vara de Jacob o "Jacob's" es una herramienta que se utiliza en geología con el objetivo de medir grandes espesores de estratos sedimentados. Consta de una vara metálica de 1,5 metros con marcas cada 10 o 15 cm a lo largo de toda su longitud y, en su parte superior, un disco también metálico y un nivel.
El nivel permite la inclinación de la vara a los mismos grados que el estrato a medir y el disco permite proyectar una visual, un plano que corresponderá a la altura de la vara (1,5 m), y así calcular el espesor de la capa (que será la suma total de las proyecciones visuales).
Gracias a su versatilidad y fácil manejo en el campo, la "Jacob's" ofrece la ventaja de poder obtener, con buena precisión, las dimensiones de capas inclinadas o muy inclinadas sobre un perfil topográfico irregular.